# Lumber River
La rivière Lumber (Lumber River ou Lumbee River en anglais) s’écoule dans la plaine côtière du sud de la Caroline du Nord et du nord-est de la Caroline du Sud. 

## Étymologie
Selon le poète John Charles McNeill (1874 - 1907), le nom indien Lumbee, qui signifie « eau noire », fut à l'origine utilisé pour désigner la rivière. En Amérique du Nord, le mot Lumber signifie également « bois de construction » or l’économie de la région était dans le passé tournée vers l’exploitation forestière.

## Description
La rivière prend sa source en Caroline du Nord avant de se diriger vers le sud-est et entrer en Caroline du Sud. La rivière Lumber se jette dans la Little Pee Dee River qui se jette à son tour dans le fleuve Pee Dee. La rivière appartient ainsi au bassin hydrographique du fleuve Pee Dee qui termine sa course dans l’océan Atlantique au niveau de la Winyah Bay.

## Histoire
Plusieurs sites archéologiques ont été découverts le long de la rivière. On y a découvert un canoë taillé dans un tronc d’arbre âgé de plus de 1 000 ans. Ce canoë, exposé à l’University of North Carolina at Pembroke, indique bien que les ancêtres précolombiens des Amérindiens de la tribu des Lumbees naviguaient déjà sur la rivière pour chasser, commercer et pêcher. La plus grosse partie des découvertes ont été réalisées dans le Comté de Robeson. Les sites ont été classés en quatre catégories : Paléoaméricains, archaïque, Mississippien et historique. Vingt de ces sites ont été classés dans le Registre national des lieux historiques.
Durant le XVIIIe siècle, la rivière et les proches marécages furent parcourus par de nombreux amérindiens (Sioux, Algonquins et Iroquois) fuyant d’autres tribus ou l’arrivée des européens. Ces derniers connurent régulièrement la noyade. Les premiers européens dans la région nommèrent ainsi la rivière Drowning Creek («Ruisseau de la noyade»). En  1749, les colons britanniques déterminèrent que la rivière était un affluent de la rivière Little Pee Dee. La Caroline du Nord  renomma la rivière en Lumber River en 1809 en raison de l’exploitation forestière très présente dans la région.
Jusqu’au XIXe siècle, la rivière fut très utilisée par l’industrie locale pour transporter le bois jusque Georgetown. Ce bois était utilisé dans l’industrie navale ou pour la construction de ponts. Des descendants amérindiens vivent toujours dans la région et la tribu des Lumbees est reconnue dans l’état depuis 1953.

## Tourisme
La rivière est très appréciée des touristes de la Caroline du Nord. On y pratique dans ou à proximité le nautisme, la nage, la pêche, la chasse, le camping, le vélo et des fouilles archéologiques pour amateurs. La pêche est autorisée sur toute la longueur du cours d’eau à condition de posséder un permis. La rivière abrite la Marigane noire, le Black-bass à grande bouche ou le Lepomis auritus. Une partie de la région est protégée au sein du  Lumber River State Park . Ce parc d’état fut fondé en 1989.